# Xian’an
Der Stadtbezirk Xian’an (chinesisch 咸安区, Pinyin Xián’ān Qū) ist ein Stadtbezirk, der zum Verwaltungsgebiet der bezirksfreien chinesischen Stadt Xianning in der Provinz Hubei gehört. Der Stadtbezirk hat eine Fläche von 1.504 km² und zählt 531.500 Einwohner (Stand: Ende 2019). Er ist Regierungssitz und Zentrum von Xianning.

## Administrative Gliederung
Auf Gemeindeebene setzt sich der Stadtbezirk aus drei Straßenvierteln, neun Großgemeinden und einer Gemeinde zusammen. 